# Altstadt (Koningsbergen)
Altstadt was een van de drie oorspronkelijke stadskernen van de stad Koningsbergen (Duits: Königsberg). De Altstadt was van 1255 tot 1701 met het in de Altstadt gelegen slot de residentie van de Duitse Orde en later het hertogdom Pruisen.
In 1262 werd de stad volledig platgebrand en in 1264 weer heropgebouwd. Er vestigden zich al snel handelslieden en de stad groeide. Aanvankelijk heette de stad Königsberg, pas bij de oprichting van de Neustadt (Löbenicht) rond 1300 werd de naam Altstadt gebruikelijk.